# Петар Каписода
Петар Каписода (Цетиње, 26. јун 1976) је југословенски и црногорски рукометаш. Са репрезентацијом Југославије је освојио бронзане медаље на Светским првенствима 1999. у Египту и 2001. у Француској. У својој каријери играо је за Ловћен, Црвенку, Партизан, Црвену звезду, Босну и Загреб. Каријеру је завршио у швајцарском клубу Вест ХЦ. Освојио је 6 првенстава Југославије и то 1995. и 2003. са Партизаном, 1997. и 1998. са Црвеном звездом, 2000. и 2001. са Ловћеном. У дресу свог матичног клуба Ловћена освојио је и куп СР Југославије 2002. Са сарајевском Босном је био првак Босне и Херцеговине 2008, 2009, 2010. и 2011. и победник купа 2008, 2009. и 2010. Са Загребом је био првак Хрватске 2006. и 2007. као и освајач купа 2006. и 2007.